# Stanislas Dockx
Stanislas Isnard Dockx (* 31. März 1901 in Antwerpen; † 7. November 1985 in Brüssel)  war ein belgischer Dominikaner und Philosoph. Er war der Gründer der Académie Internationale de Philosophie des Sciences (AIPS).
Dockx stammte aus einer alteingesessenen Kaufmannsfamilie. Er trat im November 1920 in den Dominikanerorden ein und war Novize im Konvent von La Sarte und später von Huy. 1921 bis 1924 studierte er Philosophie am Konvent in Gent, wobei er sich besonders für Metaphysik, Logik, Kosmologie und Psychologie interessierte, und danach Theologie am Konvent in Löwen. Danach wollte er in Physik oder Mathematik promovieren, was aber dadurch verzögert wurde, dass er 1929 bis 1936 als Lehrer am Konvent in La Sarte eingesetzt war. Daneben studierte er Physik und Mathematik in Lüttich und Löwen. Dabei entstand auch seine 1959 veröffentlichte Arbeit über die Theorie des Periodensystems (Théorie fondamentale du système périodique des éléments).1936 wurde er Direktor des internationalen Studentenkonvikt an der Universität Fribourg. Dort wurde er 1938 in Theologie promoviert mit einer Dissertation über die thomistische Philosophie der Gnade (Fils de Dieu par grâce, veröffentlicht 1948). Danach lehrte er am Kolleg der Dominikaner in Warschau (Metaphysik und Theologie in Latein). 1939 kehrte er nach Belgien zurück, wo er am Kolleg der Dominikaner in Gent und später in Löwen Logik, Wissenschaftsphilosophie, Metaphysik und Kosmologie sowie Theologie unterrichtete.
1945/46 bereiste er verschiedene europäische Länder und die USA und stellte Kontakt zu Wissenschaftlern wie Paul Bernays, Evert Willem Beth, Max Born, Percy Williams Bridgman, Luitzen Egbertus Jan Brouwer, Rudolf Carnap, Alonzo Church, Haskell Brooks Curry, Louis de Broglie, Jean-Louis Destouches, Albert Einstein, Philipp Frank, Maurice Fréchet, Ferdinand Gonseth, Werner Heisenberg, Stephen Cole Kleene, Tadeusz Kotarbiński, Wolfgang Pauli, Jean Piaget, George Pólya, Karl Popper, Waclaw Sierpinski, Erwin Schrödinger, Edmund T. Whittaker, Norbert Wiener, Hideki Yukawa zur Unterstützung seiner 1947 erfolgten Gründung des Institut International des Sciences Théoriques, aus dem das AIPS und die Internationale Akademie für Religionswissenschaft (AIRS) hervorgingen, deren erstes Symposium 1964 in Konstanz. Alle (außer Einstein) wurden auch Gründungsmitglieder der AIRS. Erste Symposien fanden 1947 in Brüssel und 1949 in Paris. Danach fand eine Unterbrechung bis 1961 statt, da Dockx 1956 Mitglied der Apostolischen Pönitentiarie (Pénitencier Apostolique), einem Teil der Kurie, an der Basilika Santa Maria Maggiore wurde. Bis 1958 war seine Anwesenheit in Rom erforderlich. Anlässlich des zweiten vatikanischen Konzils verhandelte er Experte (Peritus) mit dem Patriarchen der griechisch-katholischen Kirche Maximos IV und sein Bericht (Des pouvoirs dans l’Eglise) zirkulierte unter den Konzilsteilnehmern. Unter anderem fand seine These Eingang, dass sich die Macht der Bischöfe schon aus ihrer Bischofsweihe ergibt und nicht erst als Delegierter des Papstes. Er war auch Berater bei der 1965 erfolgten Aufhebung der seit 1054 bestehenden Exkommunikation zwischen katholischer und orthodoxer Kirche und bei dem Besuch von Paul VI. beim Patriarchen Athenagoras von Konstantinopel (1967) und dem Gegenbesuch des Patriarchen in Rom im selben Jahr.